# Niilo Halonen
Niilo Halonen (n. 25 decembrie 1940, Kouvola, Viipuri Province⁠(d), Finlanda – d. 17 august 2025) a fost un săritor cu schiurile ce a reprezentat Finlanda, medaliat olimpic. A participat la 2 ediții ale Jocurilor Olimpice (1960, 1964) în care a câștigat o medalie de argint.